# كرايغ فراولي
كرايغ فراولي (بالإنجليزية: Craig Frawley)‏ هو لاعب دوري الرغبي أسترالي، ولد في 19 أغسطس 1980 في بريزبان في أستراليا.